# Duologue
I Duologue sono un gruppo musicale britannico di musica sperimentale formatosi ad Edimburgo nel 2007. Originariamente costituito da Tim Digby-Bell (voce, chitarra) e Toby Leeming (programmazione, sintetizzatori), da cui deriva il nome "Duologue", il gruppo completa la sua formazione negli anni successivi a Londra, con l'arrivo di Seb Dilleyston (violino), Toby Lee (chitarra) e Ross Stone (basso).

## Storia del gruppo

### Primi anni (2007–12)
Nel 2007, i membri fondatori del gruppo, Tim Digby-Bell e Toby Leeming, erano entrambi studenti all'Università di Edimburgo. I due presero parte ad un gruppo di musica folk costituito da otto membri; tuttavia, dopo aver appreso i loro comuni interessi rivolti alla musica elettronica e, in particolare, alla sua componente sperimentale, Digby-Bell e Leeming decisero di intraprendere un progetto più personale, attualizzato attraverso la formazione dei Duologue. Il nome del gruppo fa riferimento alla sua fondazione originaria costituita da due membri; successivamente, Digby-Bell spiegò che il nome allude alla loro tendenza stilistica di combinare più elementi all'interno della musica. Durante i primi concerti svolti in piccoli locali londinesi, Digby-Bell prestava la sua voce accompagnando la Detroit techno che caratterizzava lo stile di Leeming. Il lavoro dei Duologue catturò le attenzioni di Tom Robinson, il quale, nel dicembre 2007, presentò Talk Shop, uno dei primi brani registrati dal gruppo, nel programma radiofonico BBC Introducing.
Il duo si ritirò per mesi nella campagna del Suffolk per la composizione del loro materiale iniziale, imboccando un processo descritto come «molto lento» ma appagante. In questo periodo, Digby-Bell e Leeming percepirono che la loro musica era diventata «troppo grande» per essere eseguita esclusivamente da due musicisti. La formazione fu resa completa quando Seb Dilleyston si aggiunse al gruppo come violinista, seguito da Toby Lee alla chitarra e Ross Stone al basso. Il settimanale NME invitò il gruppo presso i propri studi per la registrazione di una sessione live svoltasi nel gennaio 2009. I Duologue riscontrarono un pubblico sempre più crescente nella scena underground londinese, proponendo un'alterità sonora che, secondo Digby-Bell, risultò essere adatta alla varietà musicale che contraddistingueva la capitale britannica.
Il gruppo pubblicò il suo primo EP Duologue nel maggio 2011, seguito da A–B nel novembre dello stesso anno, entrambi pubblicati sotto l'etichetta discografica da loro fondata, la Wild Game Records. La loro musica ricevette elogi dalla stampa musicale britannica, attirando gli interessi della Killing Moon Records, un'etichetta discografica indipendente con sede a Londra, che in breve tempo si prestò a porre sotto contratto il gruppo. In una recensione per il The Sunday Times, il critico Dan Cairns descrisse lo stile dei Duologue come «una stimolante, tetra combinazione che, con la straordinaria voce di Digby-Bell, si traduce in un'arte drasticamente diretta e allo stesso tempo complessa in modo sontuoso». Nel frattempo il gruppo realizzava remix per artisti come Radiohead, Florence and the Machine, The Drums e Little Dragon. Dopo un incessante tour svolto nel Regno Unito, nel novembre 2011 fu annunciata la prima serie di concerti dei Duologue da svolgere in territorio statunitense.

### Song & Dance(2012–presente)
Le registrazioni dell'album di debutto dei Duologue, intitolato Song & Dance, iniziarono nel marzo 2012 a Chatham, nella contea del Kent. Nonostante il materiale era già stato scritto, nulla fu lasciato intatto, lavorando di fino su ogni traccia. Il disco, prodotto dagli stessi Duologue in collaborazione con Jim Abbiss, già produttore di Björk, Massive Attack e Adele, venne pubblicato nel Regno Unito nel febbraio 2013, anticipato dai singoli Underworld (2012) e Push It (2013). L'album ricevette ottime recensioni; Rob Fitzpatrick, scrivendo per la rivista Q, descrisse i Duologue come un gruppo tipicamente rock in piena sintonia con l'elettronica, mentre Elisa Bray del The Independent scrisse che attraverso i «complessi» arrangiamenti e voce, pianoforte e archi tra loro «dissonanti», i Duologue si rivelano come uno dei più interessanti gruppi indie dell'anno. Per promuovere l'album, il gruppo intraprese estesi tour attraverso il Regno Unito e partecipò a diversi festival estivi, tra cui Reading e Leeds, Field Day, End of the Road e Latitude Festival.
Dopo la pubblicazione dei singoli Cut & Run (2013) e Talk Shop (2013), i Duologue svolsero un tour negli Stati Uniti, dove presero parte al South by Southwest in Texas e parteciparono alla CMJ Music Marathon di New York. Si esibirono, inoltre, come gruppo headliner del Culture Collide Festival di Los Angeles, destinato all'esibizione di artisti emergenti in varie sedi locali, nell'eclettica enclave musicale che rappresenta Echo Park.

## Formazione
- Tim Digby-Bell – voce, chitarra ritmica, sintetizzatori (2007–presente)
- Seb Dilleyston – violino (2008–presente)
- Toby Lee – chitarra solista (2008–presente)
- Toby Leeming – programmazione, sintetizzatori, cori (2007–presente)
- Ross Stone – basso, sintetizzatori, cori (2009–presente)

## Discografia

### Album in studio
- 2013 – Song & Dance
- 2014 – Never Get Lost

### EP
- 2011 – Duologue
- 2011 – A–B
- 2014 – Memex

### Singoli
- 2012 – Get Out While You Can
- 2012 – Underworld / Zeros
- 2013 – Push It
- 2013 – Cut & Run / Machine Stop
- 2013 – Talk Shop / Gift Horse
- 2014 – Drag & Drop